# Trogolegnum pseudambulyx
Trogolegnum là một chi bướm đêm thuộc họ Sphingidae, chỉ gồm một loài Trogolegnum pseudambulyx, được tìm thấy ở México.
Kiểu và màu cánh trước giống của loài Adhemarius donysa.